# لودفيج شتايجر
لودفيج شتايجر (بالإنجليزية: Ludwig Staiger)‏ وهو عالم رياضيات ألماني وعالم حاسوب في جامعة مارتن لوثر، جامعة هاله فيتنبرغ، ألمانيا. قبل ذلك كان يشغل مناصب أكاديمية العلوم في برلين والمعهد المركزي لعمليات علم التحكم الآلي والمعلومات، ومعهد كارل وييرستراس للرياضيات وجامعة أوتو فون-غريكي ماغديبورغ. وكان أستاذاً زائراً في الجامعة التقنية الراينية الفستفالية وجامعة جامعة دورتموند للتكنولوجيا وجامعة سيجن وجامعة براندنبورغ للتكنولوجيا في ألمانيا، والجامعة التقنية في فيينا، النمسا. وهو عضو في لجنة إدارة جمعية جورج كانتور وباحث خارجي في مركز الرياضيات المنفصلة وعلوم الكمبيوتر النظرية في جامعة أوكلاند، نيوزيلندا.
شارك في اختراعه مع كلاوس فاجنر وأسماه «اختراع شتايجر-فاجنر». كتب شتايجر أكثر من 19 ورقة ووجد تطبيقات مدهشة من لغات "In" في دراسة أرقام يوفيل.
كان شتايجر باحثاً نشطاً في التوافقية على الكلمات ونظرية التشغيل الذاتي، ونظرية البعد فعالة ونظرية المعلومات الخوارزمية.

## وصلات خارجية
- Ludwig Staiger Home Page
- CDMTCS at the University of Auckland
- Ludwig Staiger at الببليوغرافيا الرقمية ومشروع المكتبة Bibliography Server
- Algorithmic Complexity and Applications: Special issue of Fundamenta Informaticae (83, 1-2, 2008), dedicated to Professor L. Staiger 60's birthday.